# Szentistván
Szentistván è un comune dell'Ungheria di 2.617 abitanti (dati 2001) . È situato nella contea di Borsod-Abaúj-Zemplén.

## Storia
La zona è abitata fin dal 3000 a.C. Il primo documento scritto è datato 1315 e menziona la costruzione di una chiesa. Il comune è nominato nel 1396. Durante la guerra di occupazione turca è stato distrutto diverse volte, nel 1641 la zona è nominata deserta. Fino al 1945 era di proprietà della Chiesa (precisamente della diocesi di Eger)